# محمد بن مسلم بن عقيل
محمد بن مسلم بن عقيل بن أبي طالب (توفي في 61هـ/ 680 م) كان من المشاركين في معركة كربلاء في صف الحسين بن علي بن أبي طالب.

## نسبه
هو محمد بن مسلم بن عقيل بن أبي طالب بن عبد المطلب بن هاشم بن عبد مناف بن قصي بن كلاب بن مرة بن غالب بن فهر بن مالك بن قريش بن كنانة بن خزيمة بن مدركة بن إلياس بن مضر بن نزار بن معد بن عدنان.

## مقتله
بعد قتل عبد الله بن مسلم بن عقيل حمل بنو أبي طالب حملة واحدة، فصاح بهم الحسين: «صبرا على الموت يا بني عمومتي»، فقُتل منهم محمد بن مسلم، وكان قاتلاه هما أبا مرهمٍ الأزدي ولقيط بن أياس الجهني.